# Крапивин, Владимир Фёдорович
Владимир Фёдорович Крапивин (1936 — 2021) — российский учёный в области прикладной математики и кибернетики, доктор физико-математических наук, профессор; заведующий отделом Института радиотехники и электроники РАН.

## Биография
Родился 8 апреля 1936 г. в д. Большие Избищи Трубетчинского района Рязанской области (ныне село относится к Лебедянскому району Липецкой обл.).
Окончил  среднюю школу № 1 в г. Лебедянь Липецкой области (1954, с серебряной медалью) и механико-математический факультет Московского государственного университета имени М.В. Ломоносова (1959). 
Работает в Институте радиотехники и электроники АН СССР с 1959 г. В настоящее время — заведующий отделом.
Кандидат физико-математических наук по специальности «Радиофизика» (1966).
Доктор физико-математических наук по специальности «Геофизика» (1973). Профессор (1987).
Автор и соавтор 6 монографий, более 200 статей. Автор научного открытия.

## Награды и признание
Заслуженный деятель науки РФ (1999).
Награжден орденом «Знак Почёта» и 9 медалями, в т.ч. 
- Cеребряной медалью ВДНХ (1982),
- медалями Федерации космонавтики СССР имени акад. М. В. Келдыша (1990) и акад. В. П. Макеева (1992).